# Nguyễn Văn Đua
Nguyễn Văn Đua (sinh ngày 10 tháng 3 năm 1954) là chính trị gia người Việt Nam. Ông từng là Phó Bí thư Thường trực Thành ủy thành phố Hồ Chí Minh, Phó Chủ tịch Ủy ban nhân dân Thành phố Hồ Chí Minh.

## Tiểu sử
Nguyễn Văn Đua sinh ngày 10 tháng 3 năm 1954, quê quán tại làng Phước Kiểng, quận Nhà Bè, tỉnh Gia Định (nay thuộc xã Phước Kiển, huyện Nhà Bè, Thành phố Hồ Chí Minh.
Trình độ học vấn của ông là Cử nhân Kinh tế, Cử nhân Luật, Cao cấp Lý luận chính trị.
Ông có con trai là Nguyễn Việt Quế Sơn, hiện đang là Phó Bí thư Thường trực Quận ủy Bình Tân, từng là Phó Bí thư Thường trực Thành Đoàn, Chủ tịch Hội Sinh viên Việt Nam thành phố Hồ Chí Minh.

## Sự nghiệp
Thời trẻ, ông tham gia hoạt động cho bộ phận Thanh vận liên quận 2-4, Khu Sài Gòn-Gia Định, Mặt trận Dân tộc Giải phóng miền Nam từ tháng 8 năm 1971.
Tháng 2 năm 1975, do cơ sở bị lộ, ông thoát ly về căn cứ đơn vị (Châu Thành, Tiền Giang).
Tháng 4 năm 1975, ông tham gia Chiến dịch Hồ Chí Minh, thuộc lực lượng quần chúng giành chính quyền ở nội ô; sau đó tham gia tổ công tác xây dựng chính quyền cách mạng, đoàn thể ở các khóm 1, 2, 4, 6, 7 và 8 phường Vĩnh Hội, quận 4; Bí thư chi đoàn khóm 8.
Tháng 9 năm 1975, ông là Ủy viên Ban chấp hành Quận đoàn, Phó Bí thư Quận đoàn 4 rồi Bí thư Quận đoàn 4. Ông được kết nạp vào Đảng Cộng sản Việt Nam ngày 12 tháng 9 năm 1975;
Từ tháng 11 năm 1984 đến năm 1992: Ông là Ủy viên Ban Thường vụ, Trưởng ban thanh niên phân phối lưu thông, hành chính sự nghiệp Thành đoàn; Phó Bí thư Thành đoàn;
Từ năm 1992 đến tháng 4 năm 1996: Ông là Bí thư Thành đoàn khóa V, tại Hội nghị giữa nhiệm kỳ Đảng bộ thành phố Hồ Chí Minh khóa V, Ông được bầu bổ sung là Ủy viên Ban chấp hành Đảng bộ thành phố;
Từ tháng 4 năm 1996 đến tháng 11 năm 2001: Ông được điều động về công tác tại quận 3 với nhiệm vụ là Bí thư Quận ủy quận 3;
Từ tháng 11 năm 2001 đến tháng 10 năm 2006: Ông là Ủy viên Ban Thường vụ Thành ủy, Trưởng ban Quản lý đầu tư xây dựng Khu đô thị mới Thủ Thiêm; từ năm 2003, Ông được Hội đồng nhân dân thành phố bầu làm Phó Chủ tịch Ủy ban nhân dân thành phố;
Từ tháng 11 năm 2006 đến tháng 4 năm 2014: Ông là Phó Bí thư Thường trực Thành ủy thành phố Hồ Chí Minh khóa VIII, khóa IX. Người kế nhiệm ông trong chức vụ Phó Bí thư Thường trực Thành ủy và cũng là một cựu Bí thư Thành Đoàn là ông Võ Văn Thưởng.
Chức vụ cuối cùng trong chính quyền của ông trước khi nghỉ hưu là Phó Bí thư Thường trực Thành ủy Thành phố Hồ Chí Minh, đại biểu Hội đồng nhân dân Thành phố Hồ Chí Minh khóa VIII (nhiệm kỳ 2011-2016).

## Bê bối
Khi còn làm Phó Chủ tịch UBND TPHCM, ông đã ký quyết định số 6565 ngày 27 tháng 12 năm 2005 chỉnh sửa quy hoạch khu đô thị mới Thủ Thiêm. Tại điều 2 quyết định này nêu rõ "Quyết định này thay thế Quyết định 367/TTg ngày 4/6/1996 của Thủ tướng Chính phủ" Võ Văn Kiệt. Quyết định 6565 tại thời điểm đó được cho là căn cứ theo chỉ đạo của Thủ tướng Chính phủ Phan Văn Khải theo Văn bản số 1642 ngày 24/11/2003. Quy hoạch mới do Nguyễn Văn Đua ký được cho là nới rộng quy hoạch cũ do Thủ tướng Võ Văn Kiệt phê duyệt vào năm 1996, làm cho nhiều hộ dân Thủ Thiêm bị mất đất, khiếu kiện nhiều năm.

## Phong tặng
- Huân chương Kháng chiến chống Mỹ hạng II
- Huy chương "Vì Thế hệ trẻ".